# Paul Stout
Paul Stout (* 12. Mai 1972 in Saugus, Kalifornien) ist ein US-amerikanischer Filmschauspieler.

## Leben
Paul Stout wurde 1972 in Saugus, im US-Bundesstaat Kalifornien geboren.
1982 stand Stout in der Fernsehserie Crisis Counselor erstmals für das Fernsehen vor der Kamera. 1983 folgte sein Spielfilmdebüt in dem Fernsehfilm Die Initiative. 1983 bis 1987 erhielt er seine erste wiederkehrende Rolle in der Fernsehserie Agentin mit Herz als Sohn der Hauptfigur Amanda King. Dort wurde er von Simon Jäger synchronisiert. Danach war er noch 1988 in einer Folge der Serie The Bronx Zoo zu sehen.

## Filmografie
- 1982: Crisis Counselor (Fernsehserie, eine Folge)
- 1983: Junge Schicksale (ABC Afterschool Specials, Fernsehserie, eine Folge)
- 1983: Die Initiative (Fernsehfilm)
- 1983–1987: Agentin mit Herz (Scarecrow and Mrs. King, Fernsehserie, 55 Folgen)
- 1984: Webster (Fernsehserie, eine Folge)
- 1984: Das total verrückte Ferien-Camp (Meatballs Part II)
- 1985: Unbekannte Dimensionen (The Twilight Zone, Fernsehserie, eine Folge)
- 1988: The Bronx Zoo (Fernsehserie, eine Folge)